# Гриммингер, Адольф
Адольф Гриммингер (нем. Adolph Grimminger; 1827—1909) — немецкий оперный певец (тенор), поэт и скульптор.

## Биография
Родом из Швабии. Первоначально занимался скульптурой. Позже учился вокалу под руководством Алоиса Байера. В 1853 году дебютировал в «Придворной опере» («Hofoper») в Мюнхене.
Пел в Германии и Австрии, главным образом, в операх Рихарда Вагнера.
В 1854—1859 годах выступал на сцене «Придворного театра» в Карлсруэ, «Придворного театра» в Ганновере и Венской королевской оперы («Wiener Hofoper»).
С 1860 по 1869 год пел в Немецком театре в Роттердаме (Голландия). Был также артистом оперных театров Кёльна, Кёнигсберга, Лейпцига, Мангейма.

## Избранные оперные роли
- Мазаньелло «Немая из Портичи» Даниэля Обера,
- Лионель «Марта, или Ричмондская ярмарка» Фридриха фон Флотова,
- Рауль в «Гугеноты» Джакомо Мейербера
- Вальтер фон дер Фогельвейде «Тангейзер» Рихарда Вагнера
- Лоэнгрин в одноименной опере Вагнера.

## Литературное творчество
Как поэт, писал на швабском диалекте, наиболее известны его «Mei Derhoim», «Lugins Land» и др.